# ТЭЦ-23
ТЭЦ-23 — теплоэлектроцентраль в Восточном административном округе г. Москвы, входящая в систему ПАО «Мосэнерго».
Находится в районе Метрогородок по адресу: ул. Монтажная, д. 1/4.

## Общая информация
ТЭЦ-23 была сдана в эксплуатацию 17 декабря 1966 года. С тех пор она неоднократно модернизировалась, и в настоящий момент её электрическая мощность составляет 1420 МВт, а тепловая - 4530 Гкал/ч. Теплоцентраль снабжает теплом и электроэнергией Восточный и Центральный административные округа Москвы с населением более 2 млн человек. От ТЭЦ-23 отходят высоковольтные ЛЭП: одна линия в направлении проезда Серебрякова (через парк Лосиный остров) к электрической подстанции № 790 "Свиблово" и две линии 220 KV - в направлении к электрической подстанции № 795 "Гольяново". Основное топливо ТЭЦ — природный газ, резервное — мазут.

## Дымовые трубы
Две дымовые трубы ТЭЦ-23, построенные в 1975 и 1980 гг., имеют высоту 245,6 метра (западная) и 247,3 метра (восточная). До постройки комплекса «Триумф-Палас» и небоскрёбов «Москва-Сити» они были вторыми по высоте сооружениями Москвы после Останкинской телебашни. В ясную погоду они видны практически из любой части Москвы. Также на одной из труб расположено оборудование сотовой связи. В сентябре 2000 года, после пожара на Останкинской телебашне, рассматривался проект размещения на трубах телетрансляционного оборудования телеканала «ТВ Центр».

## Интересные факты
- ТЭЦ-23 посвящена одноимённая песня группы «Забытая память» и трек Tec-23 исполнителя Nkdesa

## Перечень основного оборудования
| Агрегат                              | Тип             | Изготовитель                                               | Количество | Ввод в эксплуатацию | Основные характеристики | Основные характеристики | Источники |
| Агрегат                              | Тип             | Изготовитель                                               | Количество | Ввод в эксплуатацию | Параметр                | Значение                | Источники |
| ------------------------------------ | --------------- | ---------------------------------------------------------- | ---------- | ------------------- | ----------------------- | ----------------------- | --------- |
| Оборудование паротурбинных установок |                 |                                                            |            |                     |                         |                         |           |
| Паровой котёл                        | ТГМ-96          | Таганрогский котельный завод «Красный котельщик»           | 4          | 1966—1968 г.        | Топливо                 | газ, мазут              | [ 3 ]     |
| Паровой котёл                        | ТГМ-96          | Таганрогский котельный завод «Красный котельщик»           | 4          | 1966—1968 г.        | Производительность      | 480 т/ч                 | [ 3 ]     |
| Паровой котёл                        | ТГМ-96          | Таганрогский котельный завод «Красный котельщик»           | 4          | 1966—1968 г.        | Параметры пара          | 140 кгс/см2, 560 °С     | [ 3 ]     |
| Паровой котёл                        | ТГМП-314        | Таганрогский котельный завод «Красный котельщик»           | 4          | 1975—1982 г.        | Топливо                 | газ, мазут              | [ 3 ]     |
| Паровой котёл                        | ТГМП-314        | Таганрогский котельный завод «Красный котельщик»           | 4          | 1975—1982 г.        | Производительность      | 1000 т/ч                | [ 3 ]     |
| Паровой котёл                        | ТГМП-314        | Таганрогский котельный завод «Красный котельщик»           | 4          | 1975—1982 г.        | Параметры пара          | 255 кгс/см2, 555 °С     | [ 3 ]     |
| Паровая турбина                      | Т-110/120-130-5 | Уральский турбинный завод                                  | 2          | 1997 г. 2008 г.     | Установленная мощность  | 110 МВт                 | [ 3 ]     |
| Паровая турбина                      | Т-110/120-130-5 | Уральский турбинный завод                                  | 2          | 1997 г. 2008 г.     | Тепловая нагрузка       | 175 Гкал/ч              | [ 3 ]     |
| Паровая турбина                      | Т-100-130       | Уральский турбинный завод                                  | 2          | 1968 г.             | Установленная мощность  | 100 МВт                 | [ 3 ]     |
| Паровая турбина                      | Т-100-130       | Уральский турбинный завод                                  | 2          | 1968 г.             | Тепловая нагрузка       | 160 Гкал/ч              | [ 3 ]     |
| Паровая турбина                      | Т-250/300-240-2 | Уральский турбинный завод                                  | 4          | 1975—1982 г.        | Установленная мощность  | 250 МВт                 | [ 3 ]     |
| Паровая турбина                      | Т-250/300-240-2 | Уральский турбинный завод                                  | 4          | 1975—1982 г.        | Тепловая нагрузка       | 330 Гкал/ч              | [ 3 ]     |
| Водогрейное оборудование             |                 |                                                            |            |                     |                         |                         |           |
| Водогрейный котел                    | ПТВМ-100        | Дорогобужский котельный завод                              | 2          | 1965 г.             | Топливо                 | газ, мазут              | [ 3 ]     |
| Водогрейный котел                    | ПТВМ-100        | Дорогобужский котельный завод                              | 2          | 1965 г.             | Тепловая мощность       | 100 Гкал/ч              | [ 3 ]     |
| Водогрейный котел                    | ПТВМ-180        | Барнаульский котельный завод Дорогобужский котельный завод | 11         | 1968—1983 г.        | Топливо                 | газ, мазут              | [ 3 ]     |
| Водогрейный котел                    | ПТВМ-180        | Барнаульский котельный завод Дорогобужский котельный завод | 11         | 1968—1983 г.        | Тепловая мощность       | 180 Гкал/ч              | [ 3 ]     |
| Водогрейный котел                    | КВГМ-180-150    | Барнаульский котельный завод                               | 2          | 1988 г. 1989 г.     | Топливо                 | газ, мазут              | [ 3 ]     |
| Водогрейный котел                    | КВГМ-180-150    | Барнаульский котельный завод                               | 2          | 1988 г. 1989 г.     | Тепловая мощность       | 180 Гкал/ч              | [ 3 ]     |